# Håkan Sjögren (domprost)

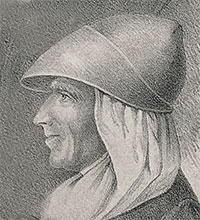
Håkan Sjögren

Håkan Sjögren, född den 26 januari 1727 i Härlunda socken, Kronobergs län, död den 20 mars 1815 i Växjö, var en svensk klassisk filolog.

## Biografi
Sjögren blev 1748 student vid Uppsala universitet, 1755 filosofie magister samt 1757 pastorsadjunkt i Växjö stift och 1769 konrektor i Jönköping. Där utgav han 1775, på uppdrag av biskop Osander, ett Lexicon manuale latino-svecanum et sveco-latinum, uppställt efter härledningsprincipen, vilket sedan allmänt användes under lång tid (4:e upplagan 1832) och förskaffade honom stort rykte. Samma år utnämndes Sjögren till lektor i Växjö och 1802 till domprost. År 1800 hade han blivit teologie doktor. Sjögren var en grundligt lärd man och utgav åtskilliga smärre filologiska arbeten. Sin förmögenhet, som han hopsparat, använde han till välgörande ändamål.